# Dualidad-T
La dualidad-T es una simetría de la teoría cuántica de campos con diferentes descripciones clásicas, que ha sido utilizada para relacionar varias teoría de cuerdas entre sí, como las dos teorías de cuerdas de Tipo II y las dos teorías de cuerdas heteróticas. Fue inicialmente propuesta por Thomas Henry Buscher y desarrollada por Martin Roček y Erik Verlinde. Desde un punto de vista matemático la dualidad T está relacionada con el grupo de dual de Langlands que aparece dentro del esquema unificador de las matemáticas conocido como Programa de Langlands.
El descubrimiento de la dualidad-T precedió a la Segunda revolución de supercuerdas.

## Descubrimiento
En 1987, Ergic Bergshoeff, Ergin Sezgin y Paul Townsend descubrieron que la supergravedad de un espacio-tiempo de 11 dimensiones (11D-SUGRA) permite la existencia de una supermembrana (hoy llamada "M2-brana") que habita en un espacio-tiempo de 11D. Posteriormente, Paul Howe, Takeo Inami, Kellogg Stelle y Michael Duff mostraron que cuando una de las 11 dimensiones de la 11D-SUGRA se compacta en un círculo, la M2-brana que se enrolla en dicho círculo se parece mucho a la supercuerda de la teoría IIA en 10D. Por lo que estos autores mostraron que existía una relación, actualmente denominada dualidad-T, entre las cuerdas supersimétricas de la teoría IIA en un espacio-tiempo de 10D y la membrana supersimétrica de la teoría de supergravedad en un espacio-tiempo de 11D.

## Descripción
La teoría de cuerdas predice la existencia de dimensiones adicionales además de los tres habituales del espacio y la única del tiempo (nuestro espacio-tiempo 3+1). Las diferentes formas y tamaños de estas dimensiones adicionales dan como resultado las diferentes fuerzas y partículas que aparecen en la física de baja energía de los universos de cuatro dimensiones. Dicho en otras palabras, las diferentes formas que pueden adquirir estas dimensiones extra nos describen físicas diferentes. Sin embargo, muchas de estas geometrías dan la misma física, lo que se ha convertido en la base de la dualidad-T. 
El caso más sencillo de compactación es aquel en el que una de las dimensiones está curvada formando un círculo microscópico de radio R. Si R es muy pequeño, la dimensión extra no será percibida, y se dice que está compactada o compactificada. Una partícula o una cuerda puede llevar momento (impulso) en esta dirección, y se dice que se encuentra en el sector de Kaluza-Klein (sector KK). El impulso en esta dirección es cuantificada de tal manera que el momento (p) satisface:

{\displaystyle p={\frac {n}{R}}}

Cuanto más pequeño se hace el radio R, más energía se necesita para excitar uno de estos modos. Por otra parte, cuanto más grande se hace R, el espacio del sector KK se hace más pequeño. En el límite de radio infinito, el momento ya no puede ser cuantizado.
En teoría de cuerdas, un espacio-tiempo de 10D (9+1 dimensiones = M9,1) con una dimensión compactada en un círculo (S1) se denota como M8,1) x S1. Generalizando, un espacio-tiempo de 10D (9+1 dimensiones = M9,1) con varias dimensiones compactadas en toros n-dimensionales (T2) se denota como M9-n,1 x Tn. Las cuerdas tienen que propagarse a través de tal espacio compactado, y las branas pueden verse afectadas ya que una (o varias) de tales dimensiones puede pertenecerle a la brana.
Si consideramos una cuerda cerrada con una dimensión compactada, las energías (E) de las excitaciones de la cuerda en esta situación tienen la siguiente forma:

{\displaystyle E^{2}={\frac {m^{2}}{R^{2}}}+n^{2}T^{4}R^{2}}

donde n y m pueden tomar cualquier valor entero m,n = 0, ±1, ±2, etc., R es el radio del círculo en el que está compactada la dimensión extra, y T es la tensión de la cuerda. 
En esta fórmula, el primer término (proporcional a 1/R2) no proviene de la teoría de cuerdas. La mecánica cuántica indica que las energías de las partículas, cuando habitan en un espacio de tamaño finito, son múltiplos enteros (m) del inverso del tamaño (R) de dicho espacio finito. Esto es análogo a las frecuencias de vibración de las cuerdas de una guitarra, que guardan también relación con la longitud de las cuerdas.
El segundo término (proporcional a R2) proviene exclusivamente de la teoría de cuerdas, como revela el hecho de que aparezca la tensión de la cuerda (T). A diferencia de las partículas, una cuerda cerrada también puede enrollarse alrededor de la dimensión o dimensiones extra compactado (es decir, alrededor del círculo o el toro) a modo de bobina, y que su longitud dé varias veces la vuelta a dicho espacio. Se dice que la cuerda cerrada estará enrollada n veces alrededor del círculo de radio R en que se halla curvada la dimensión extra. 
Por esta razón, a las cuerdas se las clasifica en dos sectores:
1. El sector Kaluza-Klein (sector KK) compuesto por las cuerdas (con  masa = n/R, siendo n = "n-ésimo" modo vibracional, y R = radio del espacio compacto) que se propagan libremente a través de todo el espacio compacto.
2. El sector enrollado (winding sector) compuesto por aquellas cuerdas "atrapadas" que le dan vuelta varias veces al espacio compacto (con masa = mR/α, siendo m = número de veces que la longitud de la cuerda le da vueltas al espacio compacto).

El espectro de estados (o conjunto de los modos vibracionales de las cuerdas, a bajas energías y con acoplamiento débil) está compuesto por los estados KK y los estados enrollados.
La energía para excitar la cuerda enrollada es también proporcional al radio R, ya que a medida que el radio se hace más pequeño, el número de veces en la que debe enrollarse la cuerda es mayor y el espaciamiento entre los giros de enrollamiento se hacen más pequeño. A mayor radio R, la cuerda muestra a su vez tensión T creciente, por lo que la energía aumenta al hacerlo R. Es decir, conforme el radio R se hace más grande, cuesta más energía para excitar la cuerda. Es como si tuviéramos enrollada una goma elástica alrededor de un cilindro cuyo radio aumentara: la goma sufriría una tensión (energía) progresiva.
Este es el comportamiento opuesto al del sector KK y este hecho sugiere que el comportamiento radio pequeño-radio grande de la cuerda cerrada es la misma si se intercambian los modos de enrollamiento y modos KK. Es decir, se puede demostrar que la física en radio R es la misma que la física en radio α'/ R. Esta relación es un ejemplo de la dualidad-T.
La fórmula presenta, por tanto, una propiedad de simetría, la cual fue observada por K. Kikawa y M. Yamanaka en 1984. Para simplificar las cosas tomemos unidades de energía en las que se tenga T = 1. La fórmula sigue teniendo el mismo aspecto si hacemos el siguiente intercambio:

{\displaystyle R\leftrightarrow \ 1/R\quad m\leftrightarrow n}

Resulta que si se hace esta transformación, lo que físicamente se está haciendo es intercambiar los estados KK por los de enrollamiento y viceversa; sin embargo, el espectro de estados permanece igual, es decir, no cambia bajo esta transformación de dualidad. Desde un punto de vista matemático podría ser una mera curiosidad, pero desde un punto de vista físico, la invariancia de la fórmula bajo este intercambio indica que la energía de las excitaciones de una cuerda, cuando hay una dimensión extra de radio R, es la misma que la de una cuerda cuando el radios es 1/R. Y esto no es sólo válido para las energías, sino para todas las propiedades físicas de ambos sistemas, uno con un dimensión extra de radio R y otros con radio 1/R. Una equivalencia que parece contradecir el sentido común, que nos dice que las cosas pequeñas difieren de las grandes. Para el mundo de las cuerdas, la situación es diferente. La simetría en cuestión constituye el caso más sencillo de lo que se ha venido en llamar dualidad-T.

## Casos

### Cuerdas bosónicas
Para ilustrar las ideas de la dualidad-T, podemos considerar una cuerda bosónica compactada en un círculo de radio R. La cuerda puede llevar un momento (p) neto en la dimensión compactada. Como en el caso de las partículas, el momento debe estar cuantizada en unidades de 1/R:
{\displaystyle p={\frac {n}{R}}}
donde n es un número entero. Sin embargo, a diferencia del caso de las partículas, un cuerda cerrada también puede enrollarse alrededor de la dimensión compactada. El número de veces que la cuerda cerrada se enrolla alrededor de la dimensión se denota w (número de vueltas). La masa cuadrática de una cuerda cerrada es:
{\displaystyle m^{2}={\frac {n^{2}}{R^{2}}}+{\frac {w^{2}R^{2}}{\alpha ^{\prime 2}}}+{\frac {2}{\alpha '}}\left(N+{\tilde {N}}-2\right)}
donde N y Ñ son las excitaciones para los movimientos levógiros y dextrógiros de la cuerda cerrada y α' es el parámetro de la pendiente.
Este espectro es invariante bajo el intercambio
{\displaystyle R\leftrightarrow \alpha '/R\quad n\leftrightarrow w}
En otras palabras, el espectro de la cuerda cerrada es el mismo espectro de una cuerda cerrada en un sustrato con un radio de α/R. De la misma manera, se puede demostrar que las interacciones de cuerdas cerradas también son invariantes bajo este intercambio. Esto implica que la cuerda bosónica cerrada compactificada a un radio R es equivalente a la teoría con radio α/R.

### Supercuerdas
La idea de la dualidad T se puede extender a sustratos más generales e incluso a las teorías de supercuerdas. La dualidad-T intercambia las cuerdas de tipo II entre sí y también la cuerdas heteróticas entre sí. Por ejemplo, si tenemos una cuerda IIA enrollada alrededor de la dirección en cuestión, teniendo en cuenta la dualidad T, se puede mapear una cuerda IIB que tiene un momento (p) en esa dirección. Una cuerda IIA con un número de vueltas de dos (enrollado dos veces) se comporta igual que una cuerda IIB con dos unidades de cantidad de momento, y así sucesivamente.

### Cuerdas abiertas y D-branas
La dualidad-T que actúa sobre D-branas cambia su dimensión en +1 o -1.

### Simetría espejo
Andrew Strominger, Shing-Tung Yau, y Eric Zaslow han demostrado que la simetría especular se puede entender como dualidad T aplicada a las fibras toroidales tridimensionales del espacio de Calabi-Yau.